# دين ستون
دين ستون (بالإنجليزية: Dean Stone) هو لاعب كرة قاعدة أمريكي، ولد في 1 سبتمبر 1930 في مولين في الولايات المتحدة، وتوفي في 21 أغسطس 2018 في إيست مولين في الولايات المتحدة.

## وصلات خارجية
- دين ستون على موقع دوري كرة القاعدة الرئيسي (الإنجليزية)
- دين ستون على موقع الدوري الياباني لكرة القاعدة (الإنجليزية)
- دين ستون على موقعبيزبول رفرنس.كوم (الدوري الرئيسي) (الإنجليزية)
- دين ستون على موقعبيزبول رفرنس.كوم (الدوري الثانوي) (الإنجليزية)
- دين ستون على موقع إي إس بي إن.كوم (أم.أل.بي) (الإنجليزية)
- دين ستون على موقع مشجعي الرسوم البيانية (الإنجليزية)